# Robin Haase
Robin Haase (* 6. April 1987 in Den Haag) ist ein niederländischer Tennisspieler.

## Karriere
Robin Haase ist der Sohn eines Deutschen und einer Niederländerin. Er wurde während seiner Juniorenzeit als hoffnungsvolles Talent gehandelt; er erreichte am 14. März 2005 Platz 3 im Juniorenranking. Bei den Junioren verlor er das Wimbledon-Finale 2005 gegen Jérémy Chardy.
Im Juli 2007 erreichte Haase sein erstes Halbfinale bei einem ATP-Turnier. Bei den Dutch Open in Amersfoort verlor er mit 4:6, 4:6 gegen Werner Eschauer. Im Doppel schaffte er es dort mit Rogier Wassen sogar ins Finale, die beiden mussten sich allerdings Juan Pablo Brzezicki und Juan Pablo Guzmán geschlagen geben. Im August desselben Jahres besiegte Haase zum ersten Mal einen Top-10-Spieler. Beim Kanada Masters besiegte er Tomáš Berdych mit 6:4, 7:5. Bei den US Open trat er für Mario Ančić als Lucky Loser an, verlor aber in der ersten Runde 2:6, 1:6, 3:6 gegen den späteren Finalisten Novak Đoković.
Bei den Chennai Open besiegte Haase 2008 in der ersten Runde den an Position 2 gesetzten Marcos Baghdatis. Im selben Jahr kam Haase bei Turnieren der ATP World Tour nicht über das Viertelfinale hinaus. 2009 konnte er wegen einer Knieverletzung bei keinem Turnier antreten. Deshalb fiel er in der ATP-Weltrangliste aus den Top 100. Bei den Australian Open war Haase 2010 in der ersten Runde chancenlos; er unterlag dem an 21 gesetzten Tomáš Berdych mit 0:6, 3:6, 3:6.
2011 in Monte Carlo verlor er in Runde zwei nach einem Satzgewinn noch gegen Jürgen Melzer. In Nizza erreichte er das Viertelfinale, musste dort jedoch im zweiten Satz aufgeben. Bei den French Open verlor er sein Zweitrundenmatch klar gegen Mardy Fish. In Wimbledon traf er in der dritten Runde erneut auf Mardy Fish; Haase musste im vierten Satz aufgeben. Im August konnte er dann in Kitzbühel seinen ersten Titel feiern, den er 2012 erfolgreich verteidigte.
Bis zu dessen Verhaftung im März 2016 wurde er von Mark de Jong trainiert, seit Mai von Kristie Boogert.
Robin Haase spielt seit 2006 für die niederländische Davis-Cup-Mannschaft; er gewann 26 seiner bislang 40 Partien.

## Erfolge
| Legende (Anzahl der Siege)  |
| Grand Slam                  |
| Tennis Masters Cup          |
| ATP World Tour Masters 1000 |
| ATP World Tour 500 (1)      |
| ATP World Tour 250 (10)     |
| ATP Challenger Tour (26)    |

| Titel nach Belag |
| Hartplatz (6)    |
| Sand (5)         |
| Rasen (0)        |

### Einzel

#### Turniersiege

##### ATP World Tour
| Nr. | Datum          | Turnier       | Belag | Finalgegner           | Ergebnis       |
| --- | -------------- | ------------- | ----- | --------------------- | -------------- |
| 1.  | 6. August 2011 | Kitzbühel (1) | Sand  | Albert Montañés       | 6:4, 4:6, 6:1  |
| 2.  | 27. Juli 2012  | Kitzbühel (2) | Sand  | Philipp Kohlschreiber | 6:72, 6:3, 6:2 |

##### ATP Challenger Tour
| Nr. | Datum              | Turnier         | Belag     | Finalgegner        | Ergebnis       |
| --- | ------------------ | --------------- | --------- | ------------------ | -------------- |
| 1.  | 6. November 2006   | Nashville       | Hartplatz | Kristian Pless     | 6:74, 6:3, 7:5 |
| 2.  | 26. Februar 2007   | Wolfsburg       | Teppich   | Daniel Brands      | 6:2, 3:6, 6:1  |
| 3.  | 24. März 2008      | Sunrise         | Hartplatz | Sébastien Grosjean | 7:5, 5:7, 6:1  |
| 4.  | 21. März 2010      | Caltanissetta   | Sand      | Matteo Trevisan    | 7:5, 6:3       |
| 5.  | 6. Juni 2010       | Fürth           | Sand      | Tobias Kamke       | 6:4, 6:2       |
| 6.  | 8. August 2010     | San Marino      | Sand      | Filippo Volandri   | 6:2, 7:68      |
| 7.  | 29. August 2010    | Manerbio        | Sand      | Marco Crugnola     | 6:3, 6:2       |
| 8.  | 5. September 2010  | Como            | Sand      | Ivo Minář          | 6:4, 6:3       |
| 9.  | 2. November 2014   | La Réunion      | Hartplatz | Florent Serra      | 3:6, 6:1, 7:5  |
| 10. | 10. Mai 2015       | Aix-en-Provence | Sand      | Paul-Henri Mathieu | 7:61, 6:2      |
| 11. | 27. September 2015 | Trnava          | Sand      | Horacio Zeballos   | 6:4, 6:1       |
| 12. | 31. Juli 2016      | Scheveningen    | Sand      | Adam Pavlásek      | 6:4, 6:79, 6:2 |
| 13. | 25. September 2016 | Sibiu           | Sand      | Lorenzo Giustino   | 7:62, 6:2      |

#### Finalteilnahmen

##### ATP World Tour
| Nr. | Datum            | Turnier    | Belag         | Finalgegner     | Ergebnis      |
| --- | ---------------- | ---------- | ------------- | --------------- | ------------- |
| 1.  | 28. Juli 2013    | Gstaad (1) | Sand          | Michail Juschny | 3:6, 4:6      |
| 2.  | 20. Oktober 2013 | Wien       | Hartplatz (i) | Tommy Haas      | 3:6, 6:4, 4:6 |
| 3.  | 24. Juli 2016    | Gstaad (2) | Sand          | Feliciano López | 4:6, 5:7      |

### Doppel

#### Turniersiege

##### ATP World Tour
| Nr. | Datum            | Turnier         | Belag         | Partner                 | Finalgegner                         | Ergebnis           |
| --- | ---------------- | --------------- | ------------- | ----------------------- | ----------------------------------- | ------------------ |
| 1.  | 20. Februar 2011 | Marseille       | Hartplatz (i) | Ken Skupski             | Julien Benneteau Jo-Wilfried Tsonga | 6:3, 6:74, [13:11] |
| 2.  | 27. Juli 2014    | Gstaad          | Sand          | Andre Begemann          | Rameez Junaid Michal Mertiňák       | 6:3, 6:4           |
| 3.  | 6. Januar 2018   | Pune            | Hartplatz     | Matwé Middelkoop        | Pierre-Hugues Herbert Gilles Simon  | 7:65, 7:65         |
| 4.  | 11. Februar 2018 | Sofia           | Hartplatz (i) | Matwé Middelkoop        | Nikola Mektić Alexander Peya        | 5:7, 6:4, [10:4]   |
| 5.  | 21. Juli 2018    | Umag (1)        | Sand          | Matwé Middelkoop        | Roman Jebavý Jiří Veselý            | 6:4, 6:4           |
| 6.  | 20. Juli 2019    | Umag (2)        | Sand          | Philipp Oswald          | Oliver Marach Jürgen Melzer         | 7:5, 6:72, [14:12] |
| 7.  | 13. Februar 2022 | Rotterdam       | Hartplatz (i) | Matwé Middelkoop        | Lloyd Harris Tim Pütz               | 4:6, 7:65, [10:5]  |
| 8.  | 12. Februar 2023 | Montpellier (1) | Hartplatz (i) | Matwé Middelkoop        | Maxime Cressy Albano Olivetti       | 7:64, 4:6, [10:6]  |
| 9.  | 2. Februar 2025  | Montpellier (2) | Hartplatz (i) | Botic van de Zandschulp | Tallon Griekspoor Bart Stevens      | 6:79, 6:3, [10:5]  |

##### ATP Challenger Tour
| Nr. | Datum              | Turnier             | Belag     | Partner              | Finalgegner                                  | Ergebnis         |
| --- | ------------------ | ------------------- | --------- | -------------------- | -------------------------------------------- | ---------------- |
| 1.  | 30. Oktober 2006   | Louisville          | Hartplatz | Igor Sijsling        | Amer Delić Robert Kendrick                   | kampflos         |
| 2.  | 1. August 2010     | Cordenons           | Sand      | Rogier Wassen        | Jamie Cerretani Adil Shamasdin               | 7:614, 7:5       |
| 3.  | 28. August 2010    | Manerbio            | Sand      | Thomas Schoorel      | Diego Junqueira Gabriel Trujillo Soler       | 6:4, 6:4         |
| 4.  | 2. November 2014   | La Réunion          | Hartplatz | Mate Pavić           | Jonathan Eysseric Fabrice Martin             | 7:5, 4:6, [10:7] |
| 5.  | 9. Mai 2015        | Aix-en-Provence     | Sand      | Aisam-ul-Haq Qureshi | Nicholas Monroe Artem Sitak                  | 6:1, 6:2         |
| 6.  | 17. Mai 2015       | Bordeaux            | Sand      | Thiemo de Bakker     | Lucas Pouille Serhij Stachowskyj             | 6:3, 7:5         |
| 7.  | 24. September 2016 | Sibiu               | Sand      | Tim Pütz             | Jonathan Eysseric Tristan Lamasine           | 6:4, 6:2         |
| 8.  | 7. April 2019      | Sophia Antipolis    | Sand      | Thiemo de Bakker     | Enzo Couacaud Tristan Lamasine               | 6:4, 6:4         |
| 9.  | 2. Juli 2022       | Lüdenscheid         | Sand      | Sem Verbeek          | Fabian Fallert Hendrik Jebens                | 6:2, 5:7, [10:3] |
| 10. | 16. Juli 2022      | Amersfoort          | Sand      | Sem Verbeek          | Nicolás Barrientos Miguel Ángel Reyes Varela | 6:4, 3:6, [10:7] |
| 11. | 20. August 2022    | Grodzisk Mazowiecki | Hartplatz | Philipp Oswald       | Hugo Nys Fabien Reboul                       | 6:3, 6:4         |
| 12. | 8. Oktober 2022    | Alicante            | Hartplatz | Albano Olivetti      | Sanjar Fayziyev Sergey Fomin                 | 7:65, 7:5        |
| 13. | 13. Juli 2024      | Braunschweig        | Sand      | Sander Arends        | N. Sriram Balaji Gonzalo Escobar             | 4:6, 6:4, [10:8] |

#### Finalteilnahmen
| Nr. | Datum            | Turnier         | Belag         | Partner                 | Finalgegner                            | Ergebnis           |
| --- | ---------------- | --------------- | ------------- | ----------------------- | -------------------------------------- | ------------------ |
| 1.  | 22. Juli 2007    | Amersfoort      | Sand          | Rogier Wassen           | Juan Pablo Brzezicki Juan Pablo Guzmán | 2:6, 0:6           |
| 2.  | 9. Januar 2011   | Chennai         | Hartplatz     | David Martin            | Leander Paes Mahesh Bhupathi           | 2:6, 7:63, [7:10]  |
| 3.  | 12. Juni 2011    | Halle           | Rasen         | Milos Raonic            | Aisam-ul-Haq Qureshi Rohan Bopanna     | 6:78, 6:3, [9:11]  |
| 4.  | 26. Januar 2013  | Australian Open | Hartplatz     | Igor Sijsling           | Mike Bryan Bob Bryan                   | 3:6, 4:6           |
| 5.  | 18. Mai 2014     | Rom (1)         | Sand          | Feliciano López         | Daniel Nestor Nenad Zimonjić           | 4:6, 6:72          |
| 6.  | 8. August 2015   | Kitzbühel       | Sand          | Henri Kontinen          | Nicolás Almagro Carlos Berlocq         | 7:5, 3:6, [9:11]   |
| 7.  | 26. Februar 2017 | Marseille       | Hartplatz (i) | Dominic Inglot          | Julien Benneteau Nicolas Mahut         | 4:6, 7:69, [5:10]  |
| 8.  | 5. Januar 2019   | Doha            | Hartplatz     | Matwé Middelkoop        | David Goffin Pierre-Hugues Herbert     | 7:5, 4:6, [4:10]   |
| 9.  | 21. April 2019   | Monte Carlo     | Sand          | Wesley Koolhof          | Nikola Mektić Franko Škugor            | 7:63, 6:73, [9:11] |
| 10. | 28. Juli 2019    | Hamburg         | Sand          | Wesley Koolhof          | Oliver Marach Jürgen Melzer            | 2:6, 6:73          |
| 11. | 11. August 2019  | Montreal        | Hartplatz     | Wesley Koolhof          | Marcel Granollers Horacio Zeballos     | 5:7, 5:7           |
| 12. | 24. Juli 2022    | Gstaad          | Sand          | Philipp Oswald          | Tomislav Brkić Francisco Cabral        | 4:6, 4:6           |
| 13. | 21. Mai 2023     | Rom (2)         | Sand          | Botic van de Zandschulp | Hugo Nys Jan Zieliński                 | 5:7, 1:6           |
| 14. | 1. Juli 2023     | Mallorca        | Rasen         | Philipp Oswald          | Yuki Bhambri Lloyd Harris              | 3:6, 4:6           |
| 15. | 18. Februar 2024 | Rotterdam       | Hartplatz (i) | Botic van de Zandschulp | Wesley Koolhof Nikola Mektić           | 3:6, 5:7           |

## Abschneiden bei Grand-Slam-Turnieren

### Einzel
| Turnier         | 2007 | 2008 | 2009 | 2010 | 2011 | 2012 | 2013 | 2014 | 2015 | 2016 | 2017 | 2018 | 2019 | 2020 | 2021 | 2022 | Karriere |
| --------------- | ---- | ---- | ---- | ---- | ---- | ---- | ---- | ---- | ---- | ---- | ---- | ---- | ---- | ---- | ---- | ---- | -------- |
| Australian Open | —    | 2    | —    | 1    | 3    | 1    | 1    | 1    | 1    | 1    | 1    | 1    | 2    | —    | 1    | Q2   | 3        |
| French Open     | —    | 1    | —    | 1    | 2    | 2    | 2    | 2    | 1    | 1    | 2    | 1    | 1    | Q2   | Q1   | —    | 2        |
| Wimbledon       | —    | 1    | —    | 2    | 3    | 1    | 1    | 2    | 2    | 2    | 1    | 2    | 2    |      | Q2   | —    | 3        |
| US Open         | 1    | —    | —    | —    | 2    | 1    | 1    | 1    | 2    | 1    | 1    | 2    | 1    | —    | Q2   | —    | 2        |

Zeichenerklärung: S = Turniersieg; F, HF, VF, AF = Einzug ins Finale / Halbfinale / Viertelfinale / Achtelfinale; 1, 2, 3 = Ausscheiden in der 1. / 2. / 3. Hauptrunde; Q1, Q2, Q3 = Ausscheiden in der 1. / 2. / 3. Qualifikationsrunde; nicht ausgetragen

### Doppel
| Turnier         | 2007 | 2008 | 2009 | 2010 | 2011 | 2012 | 2013 | 2014 | 2015 | 2016 | 2017 | 2018 | 2019 | 2020 | 2021 | 2022 | 2023 | 2024 | 2025 | Karriere |
| --------------- | ---- | ---- | ---- | ---- | ---- | ---- | ---- | ---- | ---- | ---- | ---- | ---- | ---- | ---- | ---- | ---- | ---- | ---- | ---- | -------- |
| Australian Open | —    | —    | —    | —    | —    | 1    | F    | 2    | 1    | 2    | 1    | 1    | 1    | —    | 1    | 2    | AF   | 1    | 1    | F        |
| French Open     | —    | 2    | —    | —    | 1    | 1    | 1    | AF   | 2    | 1    | 1    | 2    | AF   | 1    | AF   | 2    | 1    | 2    | 1    | AF       |
| Wimbledon       | —    | 1    | —    | 2    | 1    | 1    | 1    | 1    | 1    | —    | 1    | VF   | AF   |      | AF   | —    | 1    | 1    | 1    | VF       |
| US Open         | 1    | —    | —    | —    | 1    | 1    | 1    | 2    | 1    | 2    | VF   | AF   | AF   | —    | 1    | AF   | 2    | 1    |      | VF       |

### Mixed
| Turnier         | 2013 | 2014 | 2015 | 2016 | 2017 | 2018 | 2019 | 2020 | 2021 | 2022 | 2023 | Karriere |
| --------------- | ---- | ---- | ---- | ---- | ---- | ---- | ---- | ---- | ---- | ---- | ---- | -------- |
| Australian Open | —    | —    | —    | —    | —    | —    | —    | —    | —    | —    | 1    | 1        |
| French Open     | —    | —    | —    | —    | —    | —    | —    |      | —    | —    | —    | —        |
| Wimbledon       | 1    | —    | —    | —    | —    | AF   | —    |      | —    | —    | —    | AF       |
| US Open         | —    | —    | —    | —    | —    | —    | —    |      | —    | —    | —    | —        |